# Hugh Grosvenor, Công tước thứ 1 xứ Westminster
Hugh Grosvenor, Đệ nhất Công tước xứ Westminster (13 tháng 10 năm 1825 - 22 tháng 12 năm 1899), là Công tước đầu tiên của xứ Westminster, thuộc Đẳng cấp quý tộc Vương quốc Liên hiệp Anh. Trước đó, trong giai đoạn từ năm 1831 đến 1845, ông giữ tước hiệu Tử tước xứ Belgrave, từ năm 1845 đến 1869 ông giữ tước vị Bá tước Grosvenor và từ năm 1869 đến năm 1874, ông được nâng lên Hầu tước xứ Westminster, ông là một quý tộc Anh, địa chủ, nhà chính trị và người nuôi ngựa đua. Ông thừa kế bất động sản của Eaton Hall ở Cheshire và đất ở Mayfair, Belgravia, London, và dành phần lớn tài sản của mình để phát triển những bất động sản này. Mặc dù đã là thành viên của Nghị viện từ năm 22 tuổi, và sau đó là thành viên của Viện quý tộc Anh, nhưng lợi ích chính của ông không phải là chính trị, mà là ở đất đai, nuôi ngựa để phục vụ cho các cuộc đua. Ông đã phát triển giống ngựa tại Eaton Hall và đạt được thành công trong các trận đua ngựa được tổ chức trong nước Anh, chiến thắng Derby bốn lần. Grosvenor cũng quan tâm đến một loạt các tổ chức từ thiện. Khi qua đời, ông được coi là người giàu nhất nước Anh.
Tước vị Công tước xứ Westminster vẫn được hậu duệ của ông nắm giữ cho đến tận ngày nay, và hiện đã là đời Công tước thứ 7 (nắm quyền từ năm 2016). Khi kế vị tước hiệu Công tước, người cháu này của ông cũng thừa kế khối tài sản khổng lồ, lên đến 13 tỷ USD, và Tập đoàn Grosvenor của gia tộc. Gia tộc của ông đã trở thành dòng họ giàu có nhất nước Anh và một trong những gia đình quý tộc giàu có nhất thế giới. Bản thân vị công tước trẻ tuổi sở hữu khối tài sản lên đến 9 tỷ bảng Anh và trở thành người dưới 30 tuổi giàu nhất thế giới.

## Cuộc sống đầu đời
Hugh Lupus Grosvenor là con trai thứ hai và con trai cả còn sống của Richard Grosvenor, Hầu tước thứ 2 xứ Westminster và Phu nhân Elizabeth Leveson-Gower, con gái nhỏ của George Leveson-Gower; Hầu tước xứ Stafford thứ 2 và sau này là Công tước xứ Sutherland. Ông được đào tạo tại Eton College và, cho đến năm 1847, tại Balliol College, Oxford. Ông rời Oxford mà không cần lấy bằng để trở thành Nghị sĩ (MP) đại diện cho Chester. Chiếc ghế này trước đó được giữ bởi chú của ông, Robert Grosvenor (sau này Nam tước Ebury), người đã quyết định chuyển đến tranh cử tại Middlesex. Năm 1851, ông đi du lịch Ấn Độ và Ceylon.
Năm sau, vào ngày 28 tháng 4, ông đã kết hôn với người em họ, Lady Constance Sutherland-Leveson-Gower, con gái thứ tư của George Sutherland-Leveson-Gower, Công tước thứ 2 xứ Sutherland; tại thời điểm đám cưới cô ấy 17 tuổi. Đám cưới được tổ chức trong Nhà nguyện Hoàng gia ở Cung điện Thánh James, London, với sự có mặt của Victoria của Anh và Albrecht xứ Sachsen-Coburg và Gotha. Mẹ của Constance rất được Victoria của Anh yêu mến, vì bà này là người chịu trách nhiệm về quần áo và đồ trang sức của Nữ hoàng.
Đứa con đầu lòng của họ là một bé trai, được sinh ra vào năm 1853, và Victoria của Anh đã trở thành mẹ đỡ đầu cho đứa trẻ. Tính đến năm 1874, cặp vợ chồng này đã có 11 người con, 8 người trong số đó sống sót đến tuổi trưởng thành; 5 con trai và 3 con gái.
Năm 1880, Constance chết vì bệnh Bright (viêm thận). Hai năm sau, vào tháng 6 năm 1882, Grosvenor kết hôn với Katherine Cavendish, con gái thứ ba của William Cavendish, Nam tước thứ 2 xứ Chesham và Henrietta Frances Lascelles, khi đó 24 tuổi; cô ấy trẻ hơn con trai cả và 2 người con gái của công tước. Họ có bốn người con, hai con trai và hai con gái.